# Elisabeth Tavernier
Elisabeth Paule Marie Tavernier (* 24. Juni 1946 in Neuilly-sur-Seine; † 19. Januar 2022 in Paris) war eine französische Kostümbildnerin.

## Leben
Elisabeth Tavernier wurde 1946 als Tochter von Paul Tavernier und Marie Mercier in Neuilly-sur-Seine geboren. Als Stylistin kam sie 1977 bei Claude Millers Filmdrama Süßer Wahn erstmals in der Filmwirtschaft zum Einsatz. Ab Anfang der 1980er Jahre war sie regelmäßig als Kostümbildnerin beim französischen Film tätig. Das Melodram Die Spaziergängerin von Sans-Souci (1982) mit Romy Schneider in der Hauptrolle war die erste Kinoproduktion, für die Tavernier die Kostüme kreierte. 1986 erhielt sie zusammen mit dem Designer Christian Dior für den Thriller Bras de fer ihre erste Nominierung für den César in der Kategorie Beste Kostüme. Für die Filmkomödie Das Leben ist ein langer, ruhiger Fluß von Regisseur Étienne Chatiliez erhielt sie drei Jahre später eine weitere César-Nominierung. Chatiliez kam danach immer wieder auf Tavernier als Kostümbildnerin seiner Filmkomödien zurück, so auch bei Tante Daniele (1990), Tanguy – Der Nesthocker (2001), La Confiance règne (2004), Agathe Cléry (2008) und zuletzt bei Tanguy, le retour (2019).
In den 1990er Jahren arbeitete Tavernier mit Wilde Herzen (1994), Diebe der Nacht (1996) und Alice & Martin (1998) auch dreimal unter der Regie von André Téchiné. Für Catherine Deneuve entwarf Tavernier wiederholt Filmroben, neben Diebe der Nacht auch für Genealogien eines Verbrechens (1997) und Place Vendôme (1998). Auch bei der US-amerikanischen Filmkomödie Woman on Top (2000) mit Penélope Cruz in der Hauptrolle war Tavernier für die Kostüme zuständig. Regisseur Claude Chabrol verpflichtete sie noch im selben Jahr für seinen Kriminalfilm Süßes Gift.
Im Jahr 2022 wurde sie postum in die Academy of Motion Picture Arts and Sciences (AMPAS) berufen, die alljährlich die Oscars vergibt.

## Filmografie (Auswahl)
- 1982: Die Spaziergängerin von Sans-Souci (La Passante du Sans-Souci)
- 1983: Der junge Ehemann (Le Jeune marié)
- 1983: Le Bâtard
- 1984: Die Abrechnung (L’Addition)
- 1984: Zwei Fische auf dem Trockenen (Marche à l’ombre)
- 1985: Bras de fer
- 1986: Betty Blue – 37,2 Grad am Morgen (37°2 le matin)
- 1987: Warten auf den Mond (Waiting for the Moon)
- 1988: Das Leben ist ein langer, ruhiger Fluß (La Vie est un long fleuve tranquille)
- 1988: Der gelbe Revolver (Jaune revolver)
- 1989: Das Schloß gehört mir (Je suis le seigneur du château)
- 1989: Die Verlobung des Monsieur Hire (Monsieur Hire)
- 1990: Tante Daniele (Tatie Danielle)
- 1990: Scheiß auf den Tod (S’en fout la mort)
- 1991: Der Gefallen, die Uhr und der sehr große Fisch (The Favour, the Watch and the Very Big Fish)
- 1994: Wilde Herzen (Les Roseaux sauvages)
- 1994: Die Maschine (La Machine)
- 1996: Diebe der Nacht (Les Voleurs)
- 1997: Genealogien eines Verbrechens (Généalogies d’un crime)
- 1997: Eine saubere Affäre (Nettoyage à sec)
- 1998: Place Vendôme
- 1998: Alice & Martin (Alice et Martin)
- 2000: Woman on Top
- 2000: Chabrols süßes Gift (Merci pour le chocolat)
- 2001: Tanguy – Der Nesthocker (Tanguy)
- 2002: Jet Lag – Oder wo die Liebe hinfliegt (Décalage horaire)
- 2004: Nächtliche Irrfahrt (Feux rouges)
- 2004: La Confiance règne
- 2007: Kann das Liebe sein? (Je crois que je l’aime)
- 2008: Agathe Cléry
- 2012: Sag, dass du mich liebst (Parlez-moi de vous)
- 2012: Tu honoreras ta mère et ta mère
- 2013: Landes
- 2015: Floride
- 2017: Numéro une
- 2019: Tanguy, le retour
- 2021: L’Homme de la cave

## Auszeichnungen
- 1986: Nominierung für den César in der Kategorie Beste Kostüme zusammen mit Christian Dior für Bras de fer
- 1989: Nominierung für den César in der Kategorie Beste Kostüme für Das Leben ist ein langer, ruhiger Fluß
- 1999: Nominierung für den César in der Kategorie Beste Kostüme zusammen mit Nathalie du Roscoat für Place Vendôme